# Kristine Chatschatrjan
Kristine Chatschatrjan (armenisch Քրիստինե Խաչատրյան; * 18. November 1989 in Leninakan, Armenische SSR, Sowjetunion) ist eine ehemalige armenische Skilangläuferin.
Chatschatrjan startete international erstmals beim Europäischen Olympischen Winter-Jugendfestival 2007 in Jaca, wobei sie den 61. Platz über 5 km klassisch und den 43. Platz über 7,5 km Freistil errang. Bei den nordischen Skiweltmeisterschaften 2009 in Liberec kam sie auf den 94. Rang im Sprint. Im Januar 2010 wurde sie armenische Skilanglaufmeisterin in der Disziplin Sprint. Bei den Olympischen Winterspielen 2010 in Vancouver belegte sie den 75. Platz über 10 km Freistil.